# Scorpius
Se också Scorpius (figur) i Familjen Malfoy
Scorpius är den sjunde romanen av John Gardner om Ian Flemings hemlige agent, James Bond. Den utkom första gången 1988 och har inte översatts till svenska. Det var den första Bond-boken som gavs ut av förlaget Hodder & Stoughton i stället för Jonathan Cape.

## Handling
När en ung kvinna drunknar i London, upptäcker polisen att hennes väska innehåller ett enda telefonnummer, James Bonds. M tillkallar Bond, som varit på en ansträngande övning. På väg till London blir emellertid bilen, som körs av en brittisk soldat, Pearlman, anfallen. Bond och Pearlman lyckas dock komma undan. Hos M väntar möten med flera personer, inklusive kvinnans far, en högt uppsatt man, som genast känner igen ett nytt kontokort, Avante Carte, som sektledaren Father Valentine ville starta. Två andra är polischef Bailey och USA:s samordnare i Storbritannien, Wolkovsky. Tillsammans lyckas de ta reda på att Father Valentine, ledare för sekten De ödmjuka (The Meek Ones), lyckats avvänja flera unga män och kvinnor från droger och som tack får stora summor pengar ur deras förmögenheter. Det är oroväckande eftersom Father Valentine är Vladimir Scorpius, en av världens största kriminella vapensmugglare. Bond får med sig Pearlman att ta reda på mer om Avante Carte. På Avante Cartes kontor träffar han Harriet Horner, som är den enda anställda. Efter ett anfall från Horners chef, inser Bond att Horner kommer från USA:s skattemyndighet, som gärna vill sätta dit Scorpius. Då sker ett attentat rum: en mycket högt uppsatt politiker sprängs av en självmordsbombare, bara en kort tid innan ett val i Storbritannien.
Efter flera attentat börjar Bond misstänka både Pearlman och Horner. Men Pearlman räddar skinnet på Bond flera gånger och Horner blir också anfallen av Scorpius trupper. Dessutom blir hon kidnappad (eller försvunnen) när en annan ung kvinna ur sekten återfinns och senare kidnappas. Bond spårar Valentine/Scorpius och är nära att hitta honom när han själv blir förd till Scorpius av Pearlman. Det visar sig dock att Pearlman enbart arbetar med Scorpius för att Scorpius håller hans dotter gisslan i sekten. 
Väl hos Scorpius i USA vill han gifta bort Bond med Horner. Bond får flashback:ar till äktenskapet med Tracy Di Vicenso (i I hennes majestäts hemliga tjänst). De försöker fly, men vildmarken utanför Scorpius område innehåller vattenmockasiner, som dödar Harriet Horner. Wolkovskys män räddar Bond, som tar sig tillbaka och dödar Scorpius. Dock har Scorpius en sista självmordsbombare som ska döda Storbritanniens premiärminister under ett möte med USA:s president, nämligen Pearlmans dotter. Bond och Pearlman lyckas få hjälpa till vid mötet och förhindrar en katastrof.

## Karaktärer (i urval)
- James Bond
- M
- Vladimir Scorpius/Father Valentine
- Harriet Horner
- Pearlman
- Bailey
- Wolkovsky
- Q'ute
- Emma Dupré
- Trilby Shrivenhamn